# Henri d'Aboville
Pour les autres membres de la famille, voir famille d'Aboville.
Albert Marie Henri d'Aboville, né le 26 mars 1848 au château de Rouville, commune de Malesherbes (Loiret) et mort le 1er juillet 1941 à Crach (Morbihan) est un général de brigade français, surtout connu pour son rôle dans l'affaire Dreyfus.

## Biographie
Son père Auguste Ernest d'Aboville (1819-1902) est député du Loiret de 1871 à 1876, antidreyfusard, il souscrivit au Monument Henry (11e liste), son grand père est le général Augustin Gabriel d'Aboville (1773-1820). Henri d'Aboville entre à l'École militaire de Saint-Cyr (1866-1868).
Henri d'Aboville participe à la guerre de 1870 contre l'Allemagne, puis de 1871 à 1873 à la campagne en Algérie.
Lieutenant-colonel en 1891, il fut promu sous-chef du 4e bureau le 8 octobre 1894. Entré en fonction le 5, il inaugura ses nouvelles fonctions par un coup d’éclat. Consulté le 6, c'est lui qui prétendit identifier et affirmer, sans être expert lui-même, que c'était l'écriture de Dreyfus sur le bordereau. Cette pseudo-expertise sera démentie par Alfred Gobert, expert en écriture auprès de la Banque de France, convoqué par le ministre de la Guerre, Auguste Mercier. Il est un des témoins lors du procès de Rennes en 1899.
Il devient général de brigade en 1916.
Gendre du marquis Amédée-Charles-Donatien de Gouvello, il est le père du général Louis d'Aboville.
Il est maire de Crach de 1912 à 1931.

## Distinctions
- Commandeur de la Légion d'honneur (10 avril 1915)[5]
- Médaille coloniale avec agrafe "Algérie"
- Commandeur de l'ordre du Nichan Iftikhar (Tunisie)
- Commandeur de l'ordre de Saint-Olaf (Norvège)
- Officier de l'Ordre royal du Cambodge (Cambodge)